# Жан I де ла Рош
Жан I де ла Рош (фр. Jean Ier de La Roche; д/н–1280) — 3-й герцог Афінський в 1263—1280 роках.

## Життєпис
Походив зі шляхетського роду де ла Рош з пфальцграфства Бургундія. Старший син Гі I де ла Роша, герцога Афінського, і Агнеси де Брюер. Здобув гарну освіту, вільно володів грецькою мовою, читав Геродота в оригіналі, опанував лицарськими чеснотами. Брав участь у військових кампаніях батька, набувши необхідного досвіду. Разом з тим замолоду захворів на подагру, від якої страждав усе життя.
1263 року після смерті батька успадкував владу. 1267 року, коли ахейський князь Вільгельм II визнав себе васалом короля Сицилії Карла I, Жан I, що володів Аргосом і Навпліоном як сеньйоріями Ахейского князівства, відмовився визнавати короля своїм сеньйорам (сеньйор мого сеньйора не мій сеньйор), не надавши тому військову допомогу на його вимогу.
У 1275 році в Фіви прибув Іоанн I Дука, правитель Фессалії, столицю якого Нові Патри взяли в облогу візантійці. Жан I милостиво прийняв втікача і обіцяв йому допомогу проти візантійського імператора. Натомість домовлено укласти шлюб між братом герцога Вільгельмом й донькою Іоанна Дуки з наданням посагу міст Ламія, поселень Гардікіон і Гравія, фортеці Сідерокастрон. За цим з військом у 300 лицарів Жан I виступив до Фессалії, де в битві біля Нових Патр завдав рішучої поразки візантійцям.
1276 року в союзі з тріархом Жильбером ді Верона вирушив на допомогу обложеному захопленому візантійцями сеньйорії Негропонте. Після висадки на острів, але у битві Ватонді зазнав поразки від візантійського командувача Лікаріо. Сам герцог був поранений стрілою і впав з коня, після чого потрапив у полон. Його було відправлено до Константинополя. Герцог справив гарне враження на імператора Михайла VIII. 1278 року сплати викупу в 30 тис. солідів ц укладання договору про «вічний мир» між герцогством і імперією Жан I отримав свободу і зміг повернутися до Афін.
1279 року Жан I влаштував весілля своєї сестри Ізабелли з графом Гуго де Брієнном. Жан I де ла Рош помер в 1280 році. Йому успадковував молодший брат Вільгельм I.